# Бень, Света
Све́та Бень (Бе́нька; полное имя Светла́на Вацла́вовна Залесская-Бень; род. 20 июня 1975, Витебск, Белорусская ССР, СССР) — белорусская певица, театральный режиссёр, поэтесса, актриса. Лидер музыкального коллектива «Серебряная свадьба».

## Биография
Родилась в семье медицинских работников.
Окончила Витебское училище искусств, Белорусскую государственную академию искусств по специальности «режиссёр кукольного театра» (2006, курс Алексея Лелявского). Постановщик нескольких спектаклей в витебском кукольном театре «Лялька». Режиссёр Белорусского государственного театра кукол, где ею были поставлены спектакли «Пеппи Длинныйчулок» по сказкам Астрид Линдгрен, «Жуткий господин Ау» по сказке Ханну Мякеля в пересказе Эдуарда Успенского, «Домашний ёж» по рассказу Владимира Шинкарёва, «Чудо Святого Антония» по пьесе Мориса Метерлинка, Vermes («Черви»). Создательница кукольного театра «Картонка» (первый спектакль — «Был бы у меня дракон» по мотивам рассказов Дональда Биссета).
Долгое время выступала сольно и с сессионными музыкантами на творческих вечеринках. C 2005 года — лидер фрик-кабаре-бэнда «Серебряная свадьба».
В 2011 году альбом «Серебряной свадьбы» «Сердечная мускулатура» удостоился самых высоких оценок экспертов Experty.by. В 2013 году снялась в фильме «Притчи 4» в роли нерасторопной секретарши Светочки. В августе 2016 года деятельность «Серебряной свадьбы» была приостановлена, с того времени Светлана Бень активно занималась театральными постановками: так, в спектакле «Из жизни насекомых» она выступила и в качестве режиссёра, и в качестве исполнительницы. В 2017 году записала белорусскоязычную песню на стихи Изи Харика для проекта «(Не)расстрелянная поэзия».
Публиковалась в поэтической антологии «Освобождённый Улисс. Современная русская поэзия за пределами России» (2004).
В 2017 году приняла участие в съёмках клипа «Моя любимая нога» на песню из благотворительного мультсериала «Летающие звери».

Я не знаю, что такое отдыхать. Отдых — это смена вида деятельности. Я всё время нахожусь в различных видах деятельности: только что отыгран концерт, уже надо делать спектакль, только что отыгран спектакль, уже надо делать новую программу… Сделана новая программа — надо делать книжку… У меня никогда не было отпуска: я как такового отдыха себе не представляю. Чтобы куда-то поехать и отдыхать… Всё движется в прекрасном потоке, и в итоге я ни от чего не устаю.
— Светлана Бень
В 2020 году после президентских выборов в Беларуси поддержала протестующих, несогласных с результатами выборов, приняв участие в нескольких протестных акциях. Выступала в Минске на неформальных «дворовых» концертах вместе с группой «Разбітае сэрца пацана» и с другими музыкантами.
С лета 2021 года записывает песни и концертные программы в сотрудничестве с ныне проживающей в Германии уроженкой Витебска Галей Озеран (Чикис), которую знала ещё ребёнком.
В настоящее время живёт в Берлине.

## Оценка творчества
Критики видят в спектаклях Светланы Бень желание прорваться к зрителю, вовлечь его в действо; отмечают своеобразное и странное творчество, не соответствующее стандартам и стереотипам.

## Семья
- Муж: Артём Залесский (1977—2022) — музыкант, барабанщик групп «Серебряная свадьба» и «Кассиопея», партнёр Светланы Бень в самостоятельных творческих проектах (например, «Микрокабаре»). Умер 10 февраля 2022 года[5][24][25].
- Дети: две дочери[10].